# سیارک ۲۰۵۹۰
سیارک ۲۰۵۹۰ (به انگلیسی: 20590 Bongiovanni، نامگذاری:1999RN172) بیست هزار و پانصد و نودمین سیارک کشف شده‌است که در ۹ سپتامبر ۱۹۹۹ کشف شد.
قدر مطلق سیارک برابر ۱۲.۳ است.